# Xenocompsa semipolita
Xenocompsa semipolita là một loài bọ cánh cứng trong họ Cerambycidae.